# Ульгулинський сільський округ (Жамбильський район)
Ульгули́нський сільський округ (каз. Үлгілі ауылдық округі, рос. Ульгулинский сельский округ) — адміністративна одиниця у складі Жамбильського району Алматинської області Казахстану. Адміністративний центр — село Ульгілі.
Населення — 982 особи (2021; 1367 у 2009, 1263 у 1999, 1702 у 1989).
Станом на 1989 рік існувала Ульгулинська сільська рада (села Байконур, Каншенгель, Саз, Ульгулі).

## Склад
До складу округу входять такі населені пункти:
| Населений пункт       | Стара назва | Населення, осіб (1989) | Населення, осіб (1999) | Населення, осіб (2009) | Населення, осіб (2021) |
| --------------------- | ----------- | ---------------------- | ---------------------- | ---------------------- | ---------------------- |
| Байконур, село        | -           | 52                     | -                      | -                      | -                      |
| Каншенгель, село      | -           | 108                    | 36                     | 144                    | 37                     |
| Саз, станційне селище | -           | 68                     | 66                     | 65                     | 28                     |
| Ульгілі, село         | -           | 1474                   | 1161                   | 1158                   | 917                    |